# Thomas Holst
Thomas Holst (* 18. Februar 1964) ist ein deutscher Serienmörder, der als Heidemörder bekannt wurde. 

## Geschehnisse
Zwischen 1987 und 1989 hat Holst drei Frauen in und südlich von Hamburg vergewaltigt, gequält, getötet und zerstückelt. Ein psychiatrisches Gutachten beschreibt Holst als „untherapierbar bei extremer Rückfallwahrscheinlichkeit“.
Er wurde zu lebenslanger Freiheitsstrafe und Sicherungsverwahrung verurteilt.
Am 27. September 1995 verhalf ihm seine damalige Therapeutin Tamar Segal zur Flucht aus dem Hochsicherheitstrakt der forensischen Abteilung des Klinikums Nord (Standort Ochsenzoll) des damaligen LBK Hamburg in Hamburg-Langenhorn. Die polizeiliche Fahndung verlief zunächst ergebnislos, ein Verdacht richtete sich jedoch schon bald gegen Segal. Nachdem seine Fluchthelferin drei Monate nach dem Ausbruch verhaftet worden war, stellte sich Holst am 30. Dezember 1995 auf der Polizeirevierwache 31 im Hamburger Stadtteil Uhlenhorst selbst.
Am 13. März 1997 heirateten Holst und Segal in der Untersuchungshaftanstalt Hamburg. Im Jahr 2003 wies das Landgericht Hamburg eine Klage Holsts auf Vollzug seiner Ehe mit Tamar Segal ab. Dabei ging es um eine Erleichterung seines Maßregelvollzugs, um sich regelmäßig ohne Beobachtung mit seiner Ehefrau in einem Besucherraum des Klinikums Nord treffen zu dürfen. Das Klinikum hatte dies unter Hinweis auf Gefahr für Leib und Leben seiner Ehefrau und wegen drohender Fluchtgefahr abgelehnt. Holst legte gegen das Urteil erfolglos Rechtsmittel ein.

## Mordopfer
- Andrea Grube-Nagel († 25. November 1987): Die 21-jährige Studentin wurde auf dem Weg vom S-Bahnhof Rissen zu ihrem Elternhaus von Holst mit einem Messer in sein Auto gezwungen. Ihre Leiche fand man zwei Tage später bei Kaltenkirchen.[3][4][5] Der Fall wurde am 15. Juli 1988 in der 207. Folge der ZDF-Sendung Aktenzeichen XY ... ungelöst behandelt.
- Petra Maaßen († 11. Februar 1988): Die 28-jährige Rahlstedter Hausfrau wurde auf dem Heimweg von einer Gaststätte 400 m von ihrer Wohnung entfernt durch Holst unter Androhung von Gewalt in sein Auto gezwungen. Ihre verstümmelte Leiche fand man einen Tag später auf einem Acker bei Bargfeld-Stegen.[3][4][5] Auch dieser Fall wurde am 3. November 1989 in der ZDF-Sendung Aktenzeichen XY ... ungelöst behandelt.
- Lara Holz († 27. November 1989): Die 22-jährige Kosmetikschülerin stieg in Holsts Wagen, nachdem sie ihre Bahn verpasst hatte. Holst hatte dies bemerkt und ihr daraufhin eine Mitfahrgelegenheit angeboten. Ihre sterblichen Überreste wurden fünf Tage später in der Nordheide zwischen Holm-Seppensen und Sprötze gefunden.[3][4][5]